# Ardisia palawanensis
Ardisia palawanensis är en viveväxtart som beskrevs av Elmer Drew Merrill. Ardisia palawanensis ingår i släktet Ardisia och familjen viveväxter. Inga underarter finns listade i Catalogue of Life.